# Anxo Lorenzo

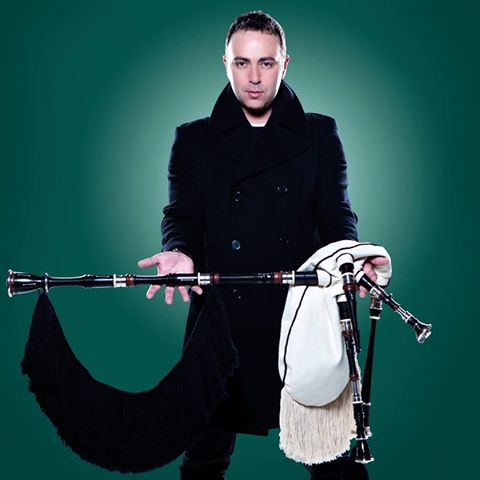
Anxo Lorenzo

Anxo Lorenzo (* 28. Dezember 1974 in Moaña, Pontevedra, Galicien/Spanien) ist ein Gaitaspieler, der traditionellen galicischen Sackpfeife, und Komponist.
Anxo Lorenzo zeichnet sich durch große musikalische Experimentierfreudigkeit aus. Er spielte auf der Gaita Jazz und Rock-Stücke beispielsweise mit Lunasa, The Chieftains, The National Jazz Orchestra, Jarlath Henderson und Fred Morrison.

## Diskografie
- Tirán (2010)